# En Opstandelse (film fra 1915)
|  | For filmen af samme navn fra 1907, se En Opstandelse (film fra 1907) |
En Opstandelse er en dansk stumfilm fra 1915, der er instrueret af Holger-Madsen efter manuskript af Felix Salten. Filmen er baseret på Felix Saltens en-akter Auferstehung, der blev udgivet 1907/1908 i Berlin i samlingen Vom andern Ufer.

## Handling
Denne artikel mangler et handlingsreferat. Hjælp os med at skrive det.

## Medvirkende
- Valdemar Psilander - Konstantin Frübner
- Ebba Thomsen - Marie
- Ebba Lorentzen - Lotti, Maries datter
- Carl Alstrup - Eduard Koberwein
- Rasmus Christiansen - Leopold Schenk, spillelærer
- Else Frölich - Daisy Leblanc
- Mathilde Felumb Friis - Sygeplejerske
- Agnes Andersen
- Charles Willumsen